# Drymomyrmex fuscipennis
Espèce
Drymomyrmex fuscipennis est une espèce fossile de fourmis (famille des Formicidae) de la sous-famille des Formicinae.

## Classification
L'espèce Drymomyrmex fuscipennis est créée et décrite en 1915 par l'entomologiste américain William Morton Wheeler (1865-1937),.

### Fossiles
Selon Paleobiology Database en 2023, le nombre de collections de fossiles référencées sont de deux collections :
- Rupélien de l'Oligocène inférieur, une collection d'Allemagne, de Kleinkembs, en région du Bade-Wurtemberg, décrite en 1937 par le paléontologue français Nicolas Théobald (1903-1981)[3] ;
- Priabonien de l'Éocène supérieur, une collection de Russie de Kaliningrad, décrite en 1915 par William Morton Wheeler[2].

### Citations
Cette espèce est citée en 1937 par Nicolas Théobald, avec l'ajout d'une nouvelle collection d'Allemagne, puis en 1987 par l'entomologiste Ute Spahr (d), puis enfin en 2009 par les entomologistes Gennady M. Dlussky (d) et Alexandre Rasnitsyne,.

### Étymologie
L'épithète spécifique fuscipennis signifie en latin « aux plumes brunes ».

## Description

### Caractères
La diagnose de Nicolas Théobald 1937, : 

« ♂ échant R805. coll Mieg Mus. Bâle. Kleinkembs.
Insecte noirâtre, pattes brunes, ailes claires.
Tête subquadrangulaire, à bords arrondis, face supérieure bombée ; mandibules proéminentes, bord externe continu, bord interne dentelé ; clypeus trapézoïdal, large à l'avant, étroit à l'arrière, dessus à peine bombé ; trois ocelles visibles sur le vertex ; antennes insérées en arrière du clypeus, un scape conservé, aussi long que la tête. Cou net. Thorax régulièrement bombé à la face dorsale ; mésonotum grand, en forme de bouclier ; scutellum triangulaire en vue latérale. Pétiole à un segment nodiforme. Abdomen ne montre plus qu'un seul segment. Pattes assez fortes, de couleur brun clair. Une aile détachée en avant de la tête, transparente, nervures brunes, stigma assez large, aucune cellule discoïdale, une cellule cubitale, une cellule radiale.
♀ (pl. XV, fig. 20). L'échantillon R4354 + 240 a une longueur totale de 8,5 mm. Corps noirâtre ; tête identique à celle de R805, mandibules armées de six dents. Thorax en bouclier comprimé latéralement et nettement séparé en trois parties. Pétiole court, nodiforme. Abdomen ovale, un peu allongé ; quatre segments visibles ; abdomen de teinte générale noire avec des taches brunes. Pattes brunes.
Il s'agit sans doute d'une ouvrière de la même espèce.
♀ échant R123. (pl. XV, fig. 21).
Présente les mêmes caractères que les échantillons précédents, l'abdomen montre quatre segments. Restes d'ailes. ».

### Dimensions
La longueur de l'aile est de 8 mm, la longueur de la tête est de 1,5 mm, la longueur du thorax est de 3,5 mm. 

### Affinités
« L'Insecte semble bien appartenir aux Camponotini. Malheureusement l'antenne manque, une comparaison avec la faune actuelle est de ce fait impossible.
À cette espèce appartiennent R76, 648 (pl. XV, fig. 18). 683 (pl. XV, fig 19) + 118, 716 (pl. XV, fig 17)♀.
Très voisin de Drymomyrmex fuscipennis Wheeler de l'ambre de la Baltique. Le g. fossile Drymomyrmex serait intermédiaire entre le g. Camponotus et le g. Aphomyrmex. ».

## Galerie
- Images des échantillons allemands Drymomyrmex fuscipennis de Kleinkembs selon N. Théobald.
- Mâle éch R805.
- Femelle éch R716.
- Échantillon R648.
- Échantillon R863.
- Femelle éch R435 (20) et R123 (21).

- Images de l'espèce Drymomyrmex fuscipennis de l'ambre de la Baltique.

### Publication originale
- [1915] (en) William Morton Wheeler, « The Ants of the Baltic Amber », Schriften der Physikalisch-ökonomischen Gesellschaft zu Königsberg, vol. 55,‎ 1915, p. 1-142.